# Шелест, Василий Митрофанович
Василий Митрофанович Шелест (1915—1994) — участник Великой Отечественной войны, Герой Советского Союза. Командир батальона 1281-го стрелкового полка 60-й Севской стрелковой дивизии 47-й армии 1-го Белорусского фронта, майор.

## Биография
Родился 7 мая 1915 года в селе Крестовка в семье крестьянина. Украинец. Окончил 7 классов. Работал шофёром в колхозе.
В Красной Армии с 10 июля 1936 года. Служил командиром отделения, помощником командира взвода и старшиной батареи во 2-м конно-артиллерийском полку 34-й кавалерийской дивизии. С августа 1939 года учился в Винницком военном пехотном училище, окончил при нём курсы младших лейтенантов в мае 1940 года. Служил командиром огневого взвода в 12-й танковой дивизии 8-го механизированного корпуса Киевского особого военного округа (КОВО).
Участник войны с 22 июня 1941 года. Был командиром огневого взвода, заместителем и командиром стрелковой роты, адъютантом старшим, заместителем и командиром стрелкового батальона. Воевал на Юго-Западном, Западном, Белорусском фронтах, 1-м Белорусском фронтах. В 1943 году окончил курсы «Выстрел». В боях был 6 раз ранен и контужен.
Командир батальона майор Шелест отличился при форсировании Вислы северо-западнее Варшавы. 16 января 1945 года батальон ночью по разбитому льду форсировал реку в районе города Новы-Двур-Мазовецки, захватил плацдарм, отразил 7 ожесточённых контратак противника, уничтожив 5 танков, 12 орудий и до батальона фашистских солдат.
3 февраля 1945 года в бою за город Вальтерсдорф на подступах к Шнайдемюлю майор Шелест был ранен осколком разорвавшегося снаряда. До апреля 1945 года лечился в медсанбате.
После войны продолжал службу в армии. До октября 1946 года — служил в Группе советских оккупационных войск в Германии. Затем был военкомом Чкаловского района в городе Дзержинск Горьковской области. С начала 1948 года этого служил командиром стрелковой роты в 19-й отдельной гвардейской и 50-й стрелковых бригадах в городе Курске.
С 1952 года майор В. М. Шелест — в отставке. Жил в городе Новая Каховка Херсонской области. В 1964 году вступил в КПСС. Работал начальником административно-хозяйственной части Управления главных технических сооружений «Днепростроя», затем наставником молодёжи автотранспортного предприятия.
Ушёл из жизни 25 января 1994 года. Похоронен на Камышанском кладбище в Херсоне.

### Семья
Дочь — Тамара Васильевна Шелест. Сын Шелест Владимир Васильевич 22.02.1935 года рождения и Шелест Дина Васильевна 25.11.1941 года рождения.

## Награды
- Медаль «Золотая Звезда» Героя Советского Союза (№ 6477; Указ Президиума Верховного Совета СССР от 6 апреля 1945 года) — за образцовое выполнение боевых заданий командования на фронте борьбы с немецко-фашистскими захватчиками и проявленные при этом мужество и героизм;
- орден Ленина (06.04.1945);
- орден Александра Невского (26.01.1944);
- орден Отечественной войны 1-й степени (11.03.1985);
- орден Отечественной войны 2-й степени (01.08.1944);
- медаль «За боевые заслуги» (05.11.1946);
- медаль «За оборону Москвы»;
- медаль «За оборону Киева»;
- медаль «За победу над Германией в Великой Отечественной войне 1941—1945 гг.»;
- медаль «За взятие Берлина»;
- медаль «За освобождение Варшавы».

## Память
В городе Новая Каховка в июне 2012 года установлена мемориальная доска Герою Советского Союза Василию Митрофановичу Шелесту.